# Первое мая (праздник)
Первое ма́я (Праздник труда, День труда, Праздник Весны и Труда, День международной солидарности трудящихся, День классовой борьбы) — праздник, связанный с темой труда, отмечаемый под различными названиями во многих государствах и территориях 1 мая или в первый понедельник мая.
В современной России 1 мая отмечается как Праздник Весны и Труда. Такое же название используется в Таджикистане. В Казахстане в этот день отмечается Праздник единства народа Казахстана, а в Беларуси, Кыргызстане и Украине, в Китае, Пакистане, Шри-Ланке празднуют День труда.
В США праздник с таким же названием, День труда (англ. Labor Day), отмечают в первый понедельник сентября, а в Японии «День благодарности труду» отмечается 23 ноября. День труда в США впервые отметили в Нью-Йорке 5 сентября 1882 года, а первый понедельник сентября установили в качестве даты празднования спустя два года. Дни, посвящённые труду и трудящимся, существуют в 142 странах мира, но не все они, как уже отмечено, празднуются именно 1 мая.
В СССР Первое мая было праздником рабочих, которые, согласно Ленину, в этот день праздновали

своё пробуждение к свету и знанию, своё объединение в один братский союз для борьбы против всякого угнетения, <…> за социалистическое устройство общества.
В нынешней России праздник утратил свой изначальный политический характер. Согласно оценкам некоторых СМИ, для большинства граждан страны этот день — всего лишь повод для развлечений, дополнительный выходной и начало дачно-огородного сезона.

## Происхождение праздника

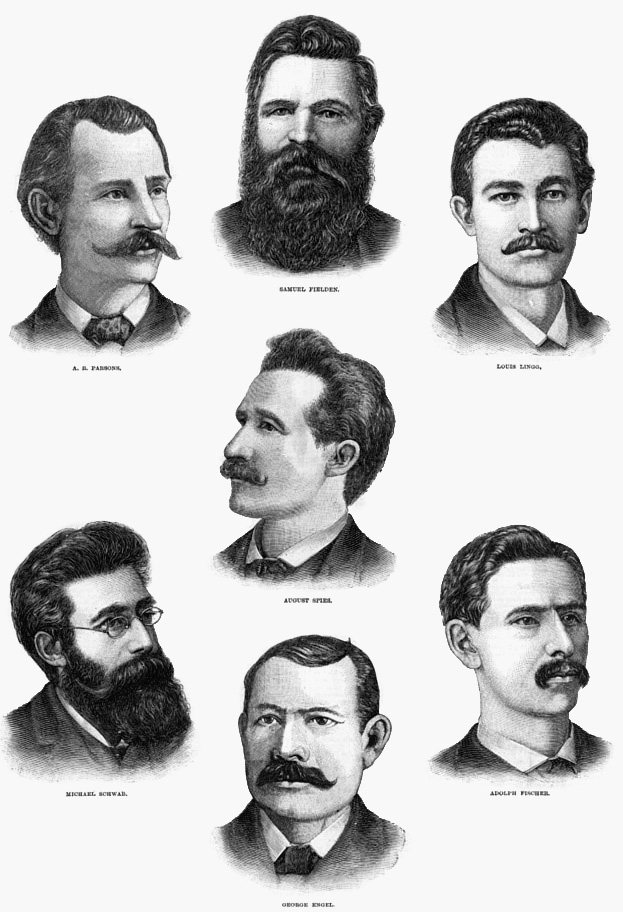
Жертвы событий на Хеймаркет — семеро анархистов

Первомай в современном виде возник в середине XIX века в рабочем движении, выдвинувшем в качестве одного из основных требований введение восьмичасового рабочего дня.
Первыми с требованием восьмичасового рабочего дня выступили рабочие Австралии 21 апреля 1856 года. С тех пор этот праздник в Австралии стал ежегодным.
По образцу рабочих Австралии 1 мая 1886 года анархические организации США и Канады устроили ряд митингов и демонстраций. При разгоне такой демонстрации в Чикаго 4 мая 1886 года погибли шесть демонстрантов. В ходе последовавших на следующий день массовых выступлений протеста против жестоких действий полиции в результате взрыва брошенной неизвестным бомбы были убиты восемь полицейских, ранены не менее 50, и в последовавшей перестрелке были ранены минимум четверо рабочих (по некоторым данным, до пятидесяти убитых и раненых), несколько десятков человек получили ранения. По обвинению в организации взрыва восемь рабочих-анархистов были приговорены к повешению, троим из них, когда главный свидетель обвинения признался в том, что оговорил вообще всех осуждённых, смерть заменили приговором к 15 годам каторги (впоследствии было доказано, что свидетель говорил правду, когда признался в оговоре, и обвинение в данном преступлении было ложным, так как, хотя бомбы производили и к вооружённому выступлению готовились, но к боестолкновениям 5 мая и смертям и ранениям в этот день никто из осуждённых никак причастен не был). Один из казнённых — Альберт Парсонс — был братом известного полковника армии Юга, ошибочно названного Хосе Марти генералом, сам в прошлом солдат армии конфедератов, но порвал с расистскими предрассудками и женился на бывшей рабыне индейско-мексиканского происхождения Люси Парсонс.
Именно в память о казнённых анархистах Парижский конгресс II Интернационала (июль 1889) по предложению американских рабочих, запланировавших свою забастовку на 1 мая 1890 года, объявил эту дату Днём солидарности рабочих всего мира, и предложил отметить его демонстрациями с требованием 8-часового рабочего дня и другими социальными требованиями. Как и в Австралии, успех демонстраций привёл к тому, что праздник стал ежегодным.

## Первое мая в России/СССР

### Российская империя

Демонстрация 1 мая 1917 года в Пскове

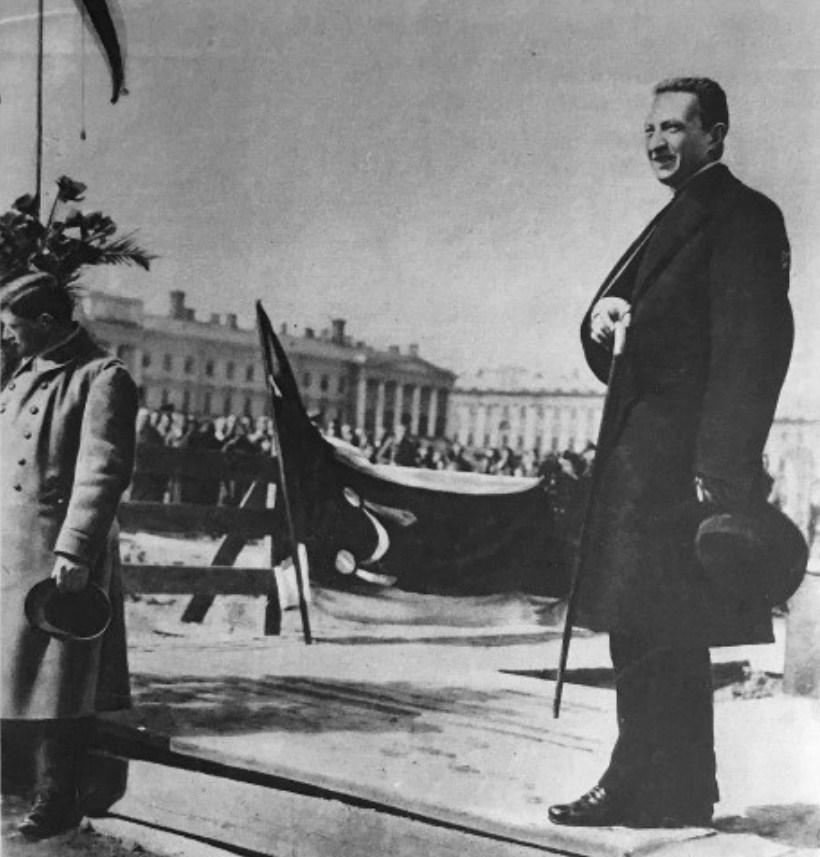
А. Ф. Керенский 1 мая на Марсовом поле в Петрограде

В Российской империи Первое мая как день международной солидарности трудящихся впервые отметили в 1890 году в Варшаве (Царство Польское) проведением стачки 10 тыс. рабочих. С 1897 года маёвки стали носить политический характер и сопровождались массовыми демонстрациями. Первомайские выступления рабочих в 1901 году в Петербурге, Тифлисе, Гомеле, Харькове и др. городах впервые сопровождались лозунгами: «Долой самодержавие!», «Да здравствует республика!», столкновениями с войсками (например, т. н. «Обуховская оборона» 1901 года).
На первомайские стачки и демонстрации 1912—1914 годов выходило более 400 тыс. рабочих. В 1917 году, после Февральской революции, Первомай впервые отпраздновали открыто: миллионы рабочих вышли на улицы с различными лозунгами за свободу и в поддержку войны до победного конца. В Петрограде на Марсовом поле демонстрантов приветствовал Александр Керенский. В то время как большевики выступили с лозунгами «Долой министров-капиталистов», «Вся власть Советам», «Долой империалистические войны!»
В 1917 году в ряде городов России празднование Первомая проходило с участием духовенства.

#### Маёвки
С первым мая тесно связано возникновение маёвок, представлявших собой пикник. Эта традиция празднования на природе была распространена ещё в дореволюционной России. В целях конспирации, под видом маёвок в том числе проводились нелегальные собрания рабочих, устраиваемые за городом в день 1-го мая. Маёвки преследовались царской полицией.

### РСФСР и СССР

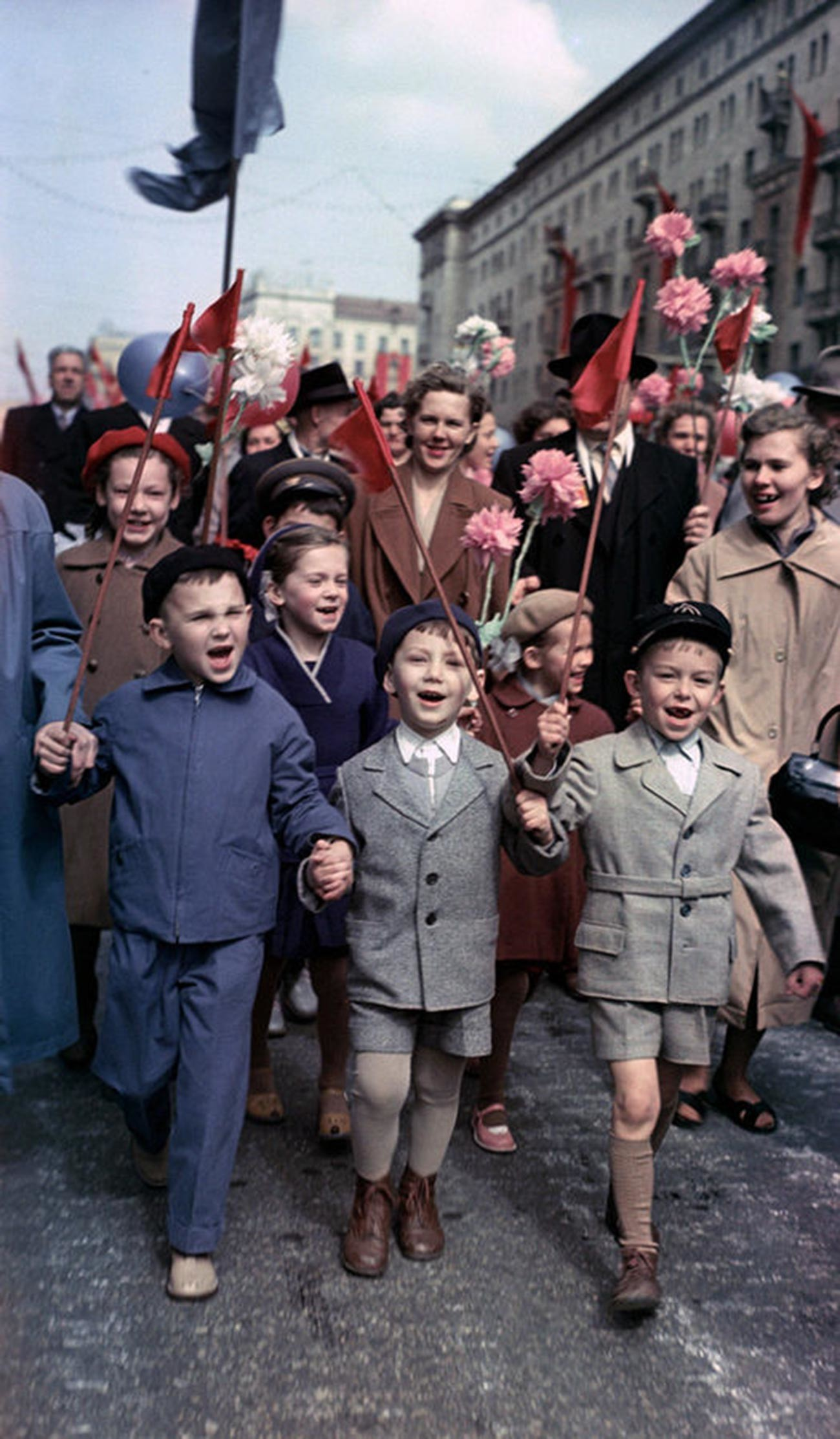
Первомайская демонстрация в Москве, 1960

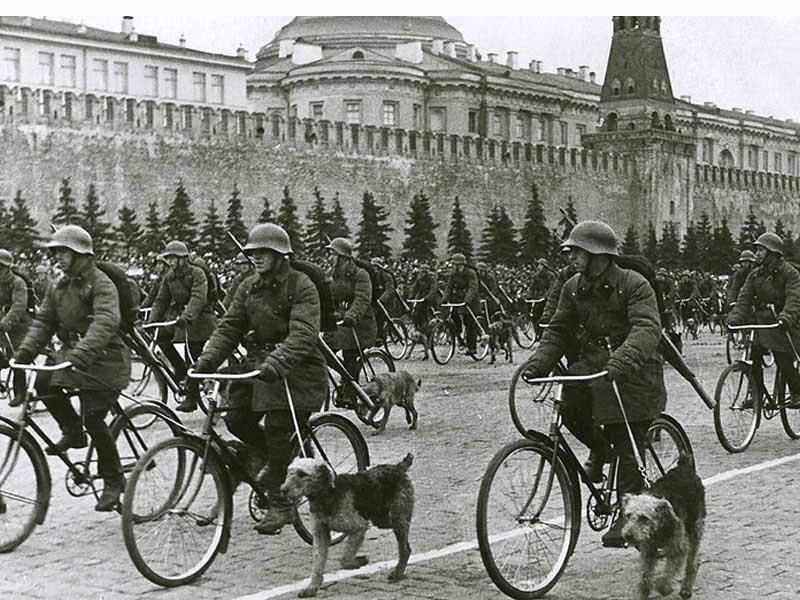
Велосипедные военные собаководы. Парад 1 мая 1938

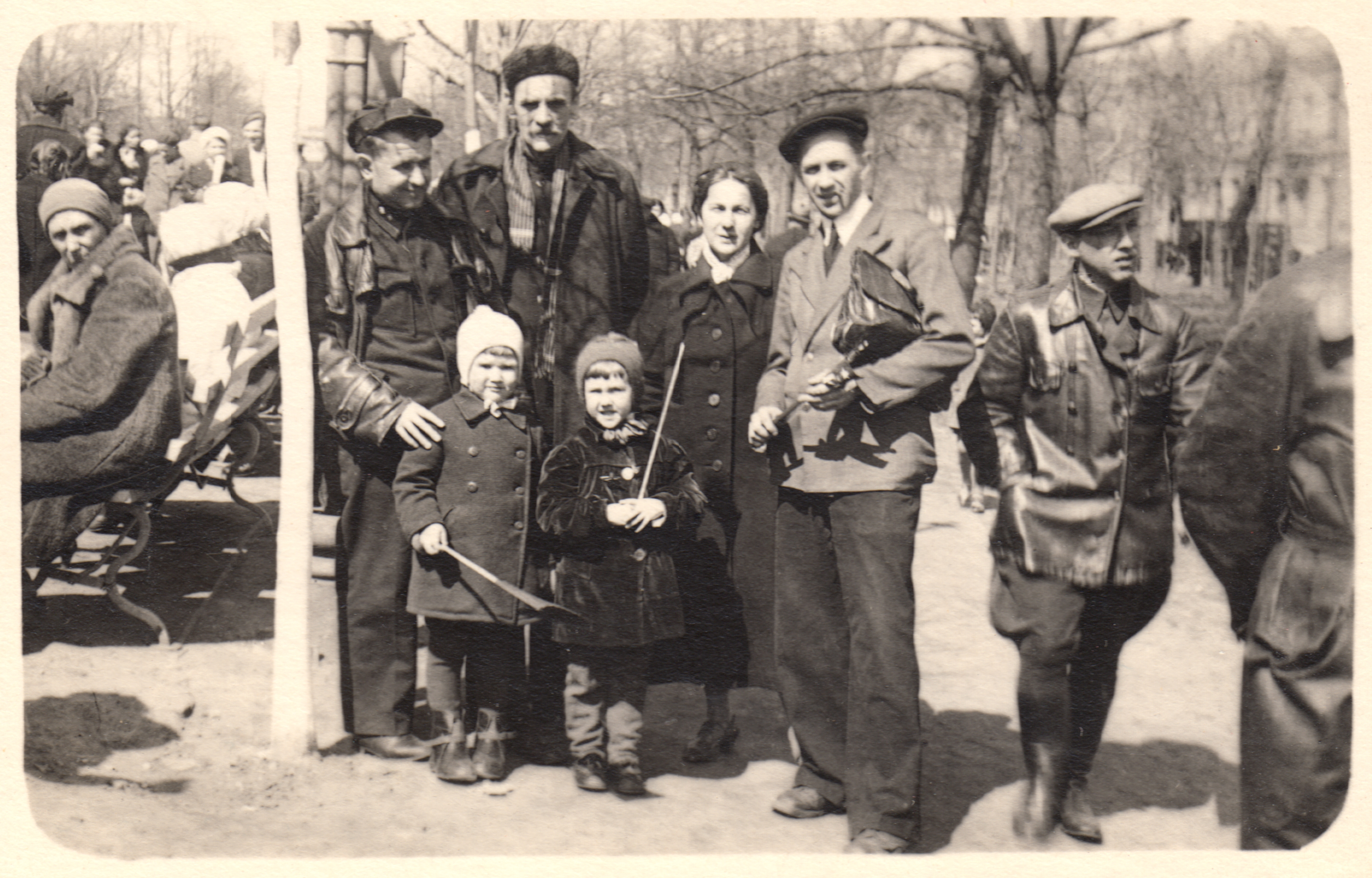
1 мая 1941 года, Москва, Чистые пруды

После Октябрьской революции 1917 года праздник стал официальным. В РСФСР первоначально он назывался «День Интернационала», затем, не позднее 1972 года, он стал называться «День международной солидарности трудящихся — Первое Мая» и отмечаться 1 и 2 мая. 1 мая в РСФСР (а затем и в СССР) был нерабочим днём с 1918 года согласно Кодексу законов о труде РСФСР, 2 мая — с 1928 года согласно постановлению ЦИК СНК СССР «О праздничных днях, посвящённых дню Интернационала, и об особых днях отдыха» от 23 апреля того года. 1 мая проводились демонстрации трудящихся и военные парады (первый первомайский парад РККА состоялся в 1918 году на Ходынском поле). На второй день праздника, как правило, во всей стране проходили «маёвки» — массовые празднования на природе.
В эпоху «развитого социализма» в СССР первомайские демонстрации стали нести иную смысловую нагрузку. В день первого мая трудящиеся СССР «выражают свою солидарность с революционной борьбой трудящихся капиталистических стран, с национально-освободительным движением, выражают решимость отдать все силы борьбе за мир, за построение коммунистического общества».
Организованные колонны трудящихся шествовали по центральным улицам городов всех республик и посёлков СССР под марши и музыку политической направленности, из громкоговорителей звучали приветствия дикторов и политические лозунги, а с трибун, установленных обычно возле главных административных зданий, демонстрантов приветствовали руководители КПСС и представители власти. Велась трансляция по местным теле- и радиоканалам. Главная демонстрация страны проходила ежегодно на Красной площади Москвы и транслировалась центральными телеканалами, со вставками кадров демонстраций в других крупных городах страны.
1 мая 1990 года последний раз состоялась официальная первомайская демонстрация, после которой прошло неофициальное шествие сторонников «демократических» сил под антисоветскими лозунгами. 1 мая 1991 года на Красной площади состоялся митинг, организованный Московской федерацией профсоюзов и Ассоциацией свободных профсоюзов, против повышения цен (на трибуне Мавзолея присутствовали М. Горбачёв, А. Лукьянов и др.).

### Постсоветская Россия

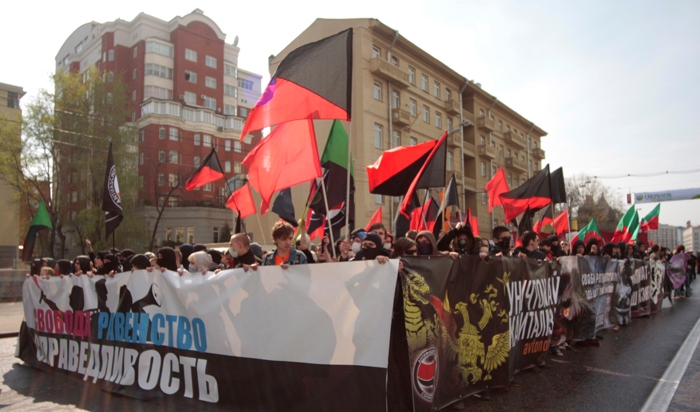
Первомай 2010 года в Москве: демонстрация анархистов

В 1992 году праздник был переименован в «Праздник весны и труда».
1993 год

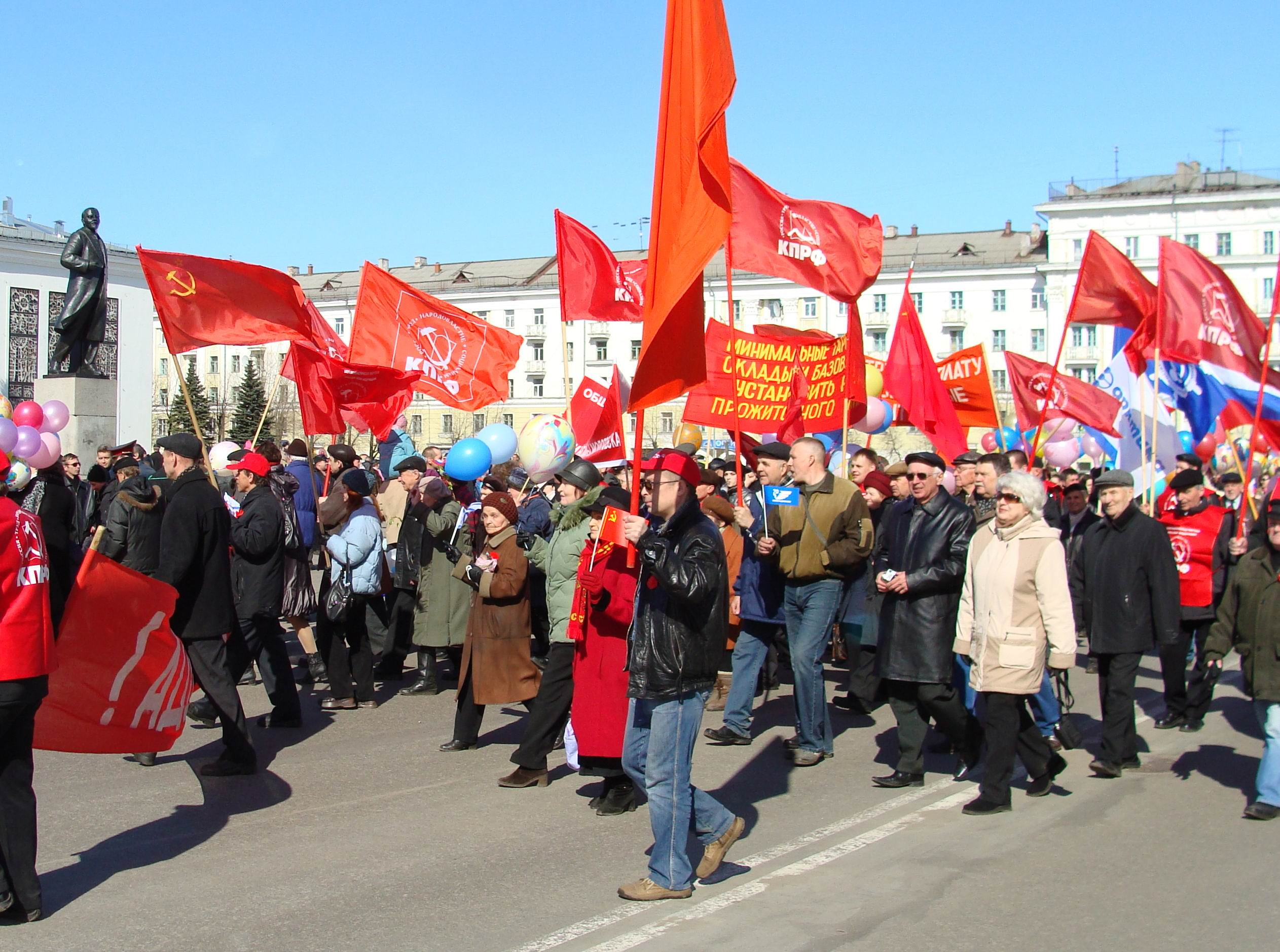
Первомай 2009 года в Северодвинске: видны красные флаги и социальные лозунги

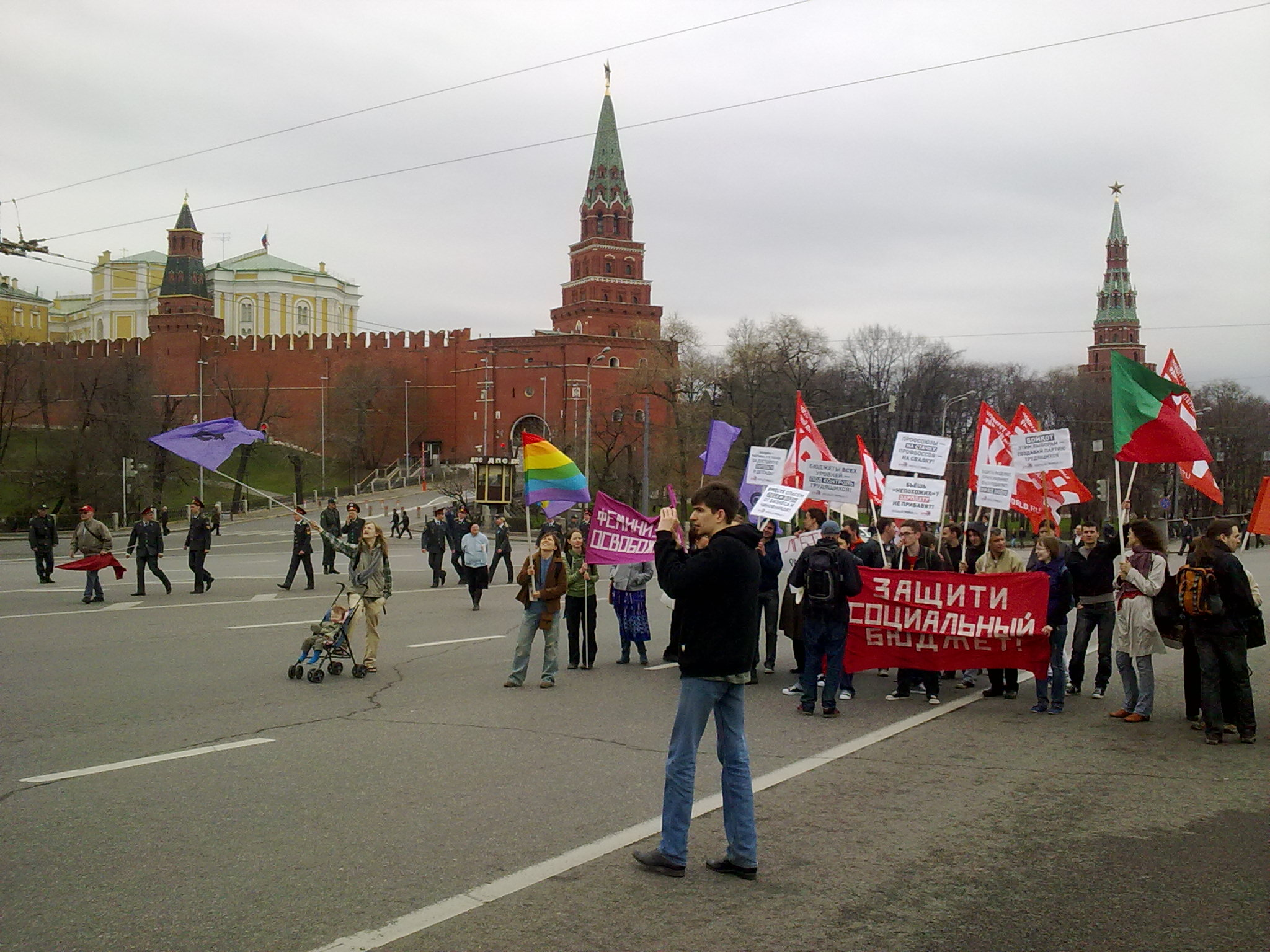
Колонна «демократических левых» на первомайском шествии 2011 года в Москве: ЛевСД, КРИ, ЛГБТ, феминистки

В 1993 году митинг с последующим шествием, организаторами которых выступили Фронт национального спасения, Трудовая Москва, Коммунистическая партия Российской Федерации, перешёл в столкновения демонстрантов и ОМОНа неподалёку от домов 30 и 37 по Ленинскому проспекту.
После прорыва демонстрантами оцепления ОМОН перешёл в контратаку у дома 37 по Ленинскому проспекту. «Демонстранты ожесточённо дрались, используя древки знамён». Для преодоления заграждений демонстранты использовали грузовики в качестве таранов. Один из таранов привёл к тяжёлым травмам сержанта ОМОНа Владимира Толокнеева, который скончался через четверо суток. Данные СМИ о числе пострадавших разнились: первоначальная цифра в 150 человек вскоре выросла вчетверо.
Официальная статистика имела любопытную особенность: со стороны милиции указывалось общее число пострадавших, со стороны демонстрантов — число госпитализированных. По этой причине приведённые данные невозможно сопоставить между собой. «Слухи о жертвах со стороны участников митинга либо о скончавшихся в больнице, опровергла „Правда“ в номере от 6 мая».
Последующие акции
Как День международной солидарности трудящихся 1 мая ежегодно отмечают коммунисты, анархисты и другие организации. Эти мероприятия сопровождаются выдвижением острых социальных и политических лозунгов («Правительство банкротов — в отставку!», «МЫ не хотим платить за ВАШ кризис!», «Самоорганизация! Самоуправление! Самозащита!» и др.).
Праздник весны и труда, отмечаемый как государственный, обычно используется для проведения политических акций под своими лозунгами профсоюзами, партиями и движениями различной направленности — от левых до ультраправых: «Единая Россия» (совместно с ФНПР и МГЕР), «Справедливая Россия», «КПРФ», «Яблоко», «Солидарность», ЛДПР и Автономное действие.
Лозунги официальных мероприятий, организуемых властями, далеки от исторических корней первомайских демонстраций: «План Путина — план Победы!», «Бонусы — пенсионерам», «Три малыша в семье — это норма!».
Более радикально отношение к празднику в 2009 году высказал глава столичного отделения партии «Правое дело» Игорь Трунов: «Если быть откровенным, то не очень-то и хотелось 1 мая проводить, потому что я не солидарен с рабочими Чикаго, откуда пошёл этот праздник».
1 мая 2013 года на улицы российских городов вышли несколько сотен тысяч трудящихся. В Москве в первомайской демонстрации приняли участие более 100 тысяч человек.
В 2016 году празднование Пасхи и Первомая наложились друг на друга, что привело к отказу от первомайских мероприятий в отдельных регионах.
Начиная с 2010-х годов в крупных российских городах многочисленные праздничные первомайские демонстрации обычно не проводятся.

## Первое мая в других странах

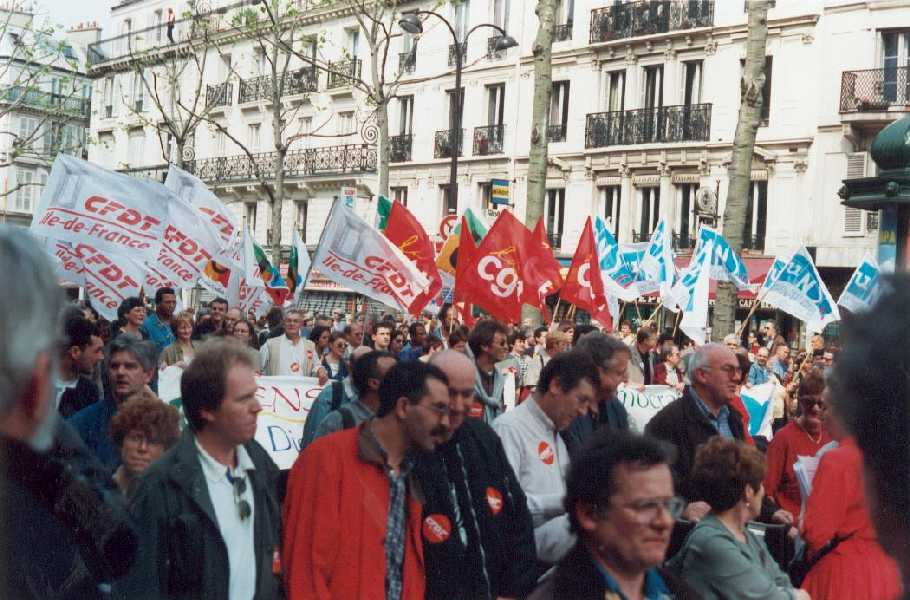
Первомайская демонстрация в Париже, 2000 год

1 мая официально отмечают как национальный праздник Австрия, Албания, Алжир, Аргентина, Армения, Аруба, Бангладеш, Беларусь, Бельгия, Болгария, Боливия, Босния и Герцеговина, Бразилия, Венгрия, Венесуэла, Вьетнам, Гватемала, Германия, Греция, Гондурас, Гонконг, Доминиканская республика, Египет, Замбия, Зимбабве, Индия, Иордания, Ирак, Исландия, Испания, Италия, Казахстан, Камерун, Кения, Кыргызстан, Китай, КНДР, Колумбия, Коста-Рика, Кот-д’Ивуар, Куба, Латвия, Ливан, Литва, Люксембург, Маврикий, Малайзия, Мали, Мальта, Марокко, Мексика, Молдова, Мьянма, Непал, Нигерия, Норвегия, Пакистан, Панама, Парагвай, Перу, Польша, Португалия, Республика Гаити, Республика Кипр, Республика Корея, Россия, Румыния, Сальвадор, Северная Македония, Сербия, Сингапур, Сирия, Словакия, Словения, Таиланд, Турция, Украина, Уругвай, Филиппины, Финляндия, Франция, Хорватия, Черногория, Чехия, Чили, Швейцария, Швеция, Шри-Ланка, Эквадор, Эстония, ЮАР.

### Германия

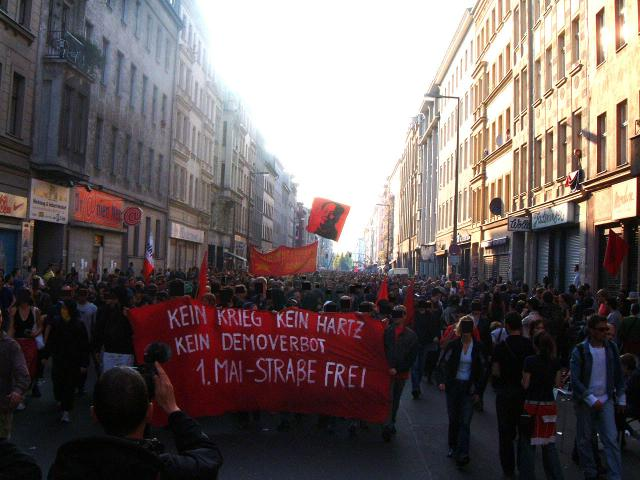
Первомайская демонстрация в Берлине в 2005 году

С приходом к власти Адольфа Гитлера этот день получил в 1933 году официальный статус. Он был назван «Национальным днём труда». В городах в этот день проходили торжественные марши рабочих колонн с развевающимися знамёнами. В сельской местности выступали фольклорные коллективы, устраивались народные танцы в национальных костюмах, проходило избрание королевы праздника.
После окончания Второй мировой войны статус праздника был подтверждён Союзническим Контрольным советом 1 мая 1946 года. В настоящее время праздник 1 мая официально отмечается как День Труда и является нерабочим днём на территории всей Германии.
Первомай в Берлине известен ожесточёнными столкновениями между членами радикальных левых группировок и полицией.

### Индия
Первое празднование Первомая в Индии было организовано в Мадрасе Партией Труда 1 мая 1923 года. Это был также первый раз, когда красный флаг был поднят в Индии. В том же году была принята резолюция о том, что правительство должно объявить 1 мая праздником.

### Казахстан
Жители этой страны 1 мая отмечают Праздник единства народа Казахстана. Празднование Дня труда отменено с 1996 года.

### Таджикистан
В ноябре 2016 года парламент Таджикистана исключил 1 мая из списка выходных праздничных дней.

### Финляндия
В Финляндии Первомай (Vappu) — это весенний карнавал студентов.
В Хельсинки празднование начинается уже тридцатого апреля, когда в шесть часов вечера на статую нимфы Хавис Аманда, стоящую на Рыночной площади столицы, студенты надевают белую фуражку — головной убор абитуриентов. В этот момент все присутствующие также надевают свои фуражки и открывают бутылки с шампанским. Белую абитуриентскую фуражку получают те, кто окончил лицей и сдал выпускной экзамен.
В других крупных городах Финляндии есть свои церемонии, связанные с памятниками.

## Первое мая в филателии и нумизматике

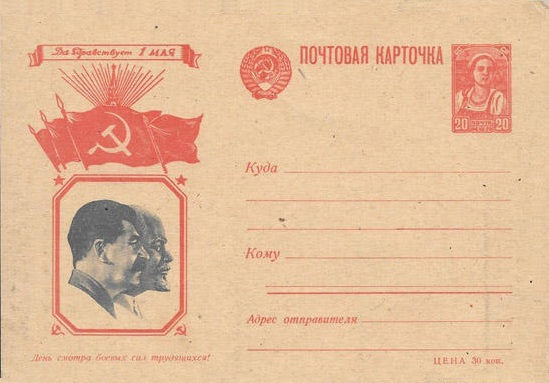
Почтовая карточка, 1944 год. «Да здравствует 1 Мая. День смотра боевых сил трудящихся!»
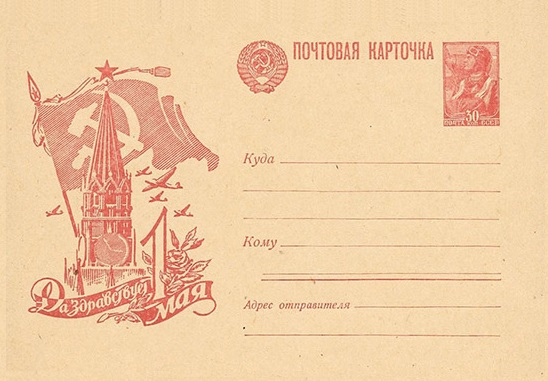
«Да здравствует 1 Мая» — односторонняя рекламно-агитационная почтовая карточка со стандартной почтовой маркой (ЦФА №695Б) шестого выпуска (1939—1956), номиналом 30 копеек.
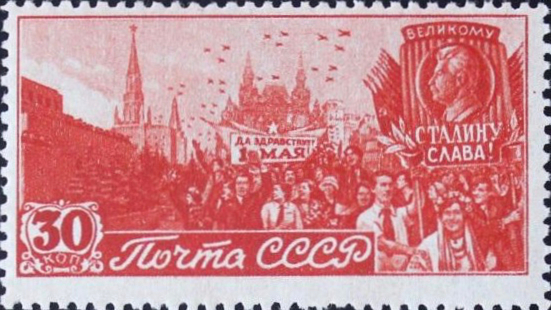
Почтовая марка СССР, 1947 год
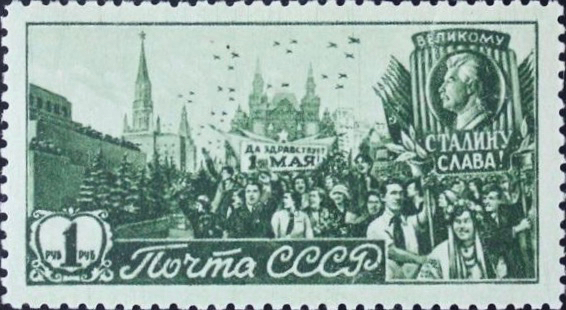
Почтовая марка, 1947 год
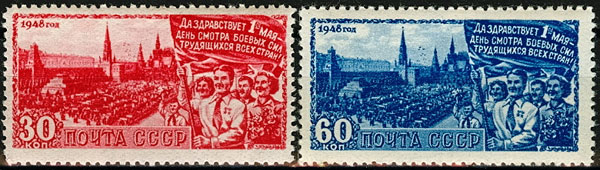
Почтовая марка, 1948 год
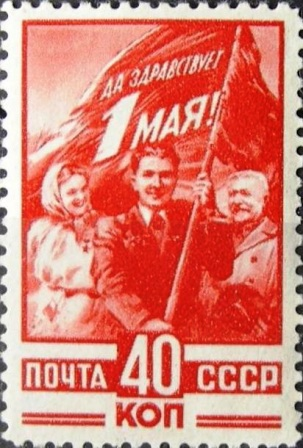
Почтовая марка, 1949 год
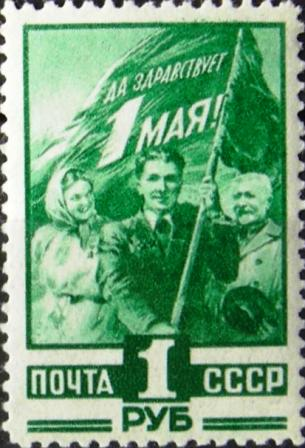
Почтовая марка, 1949 год
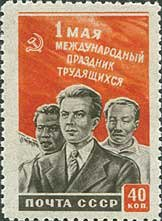
Почтовая марка, 1950 год. Трудящиеся разных национальностей под красным флагом.
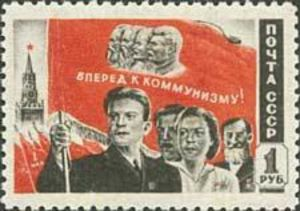
Почтовая марка, 1950 год. Демонстрация трудящихся на Красной площади в Москве.
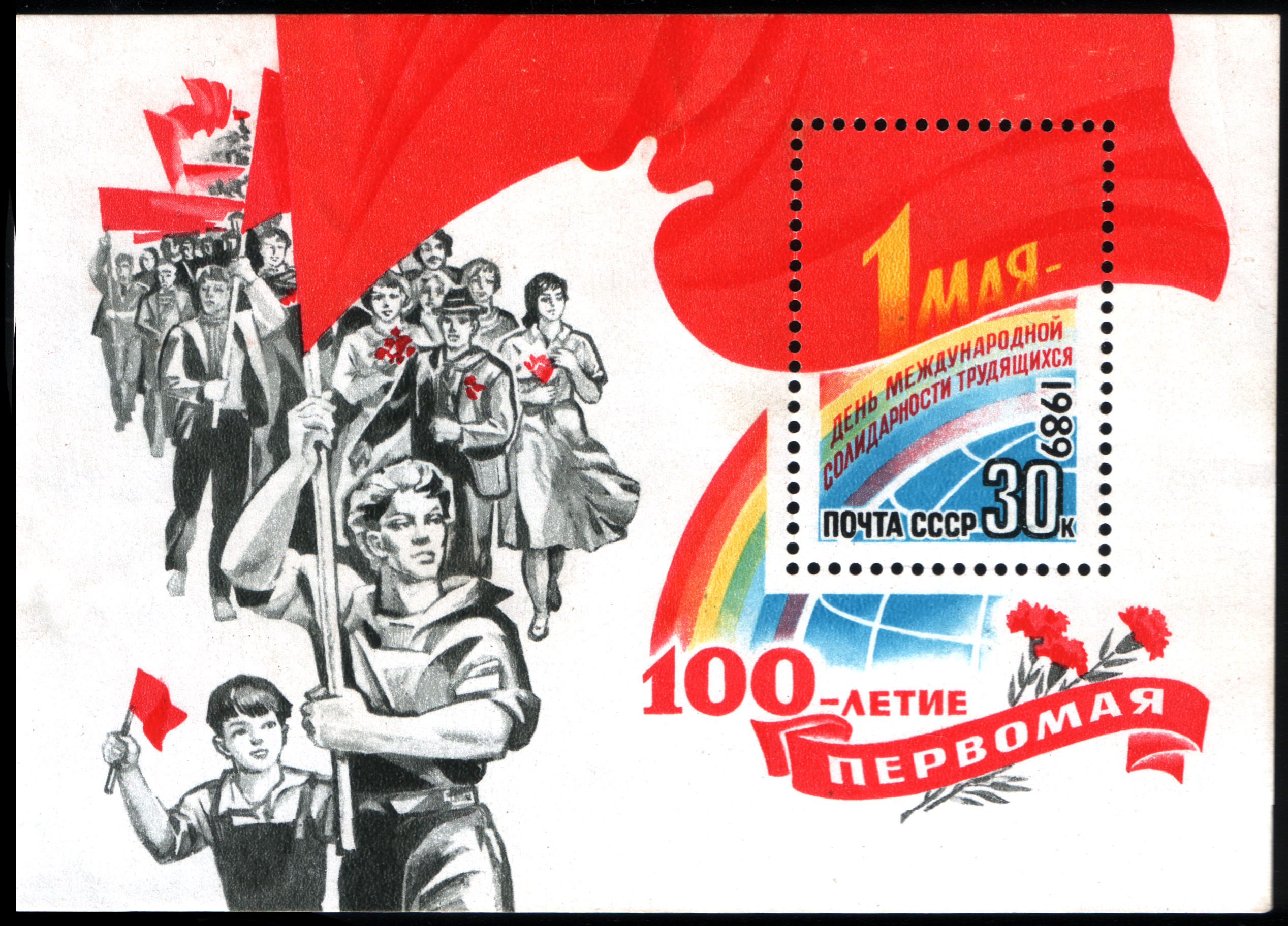
Почтовый блок СССР, 1989 год: 100-летие Первомая